# Nuno Furtado de Mendonça
Nuno Furtado de Mendonça (c. 1437 - 1476) foi um nobre português, que exerceu o cargo de Aposentador-Mor do Reino, na época de D. Afonso V. É o pai de Ana de Mendonça, com quem o rei D. João II teve um filho. Jaz sepultado em Santos (Lisboa). 

## Biografia
Filho primogénito de Afonso Furtado de Mendoça e de sua primeira mulher Constança Nogueira.
Era já aposentador-mor em 10 de março de 1466, com menos de 30 anos de idade, pois nessa data aparece referido em diploma régio como exercendo esse cargo, tendo recebido na ocasião dois terços das 2.800 coroas de ouro que o rei lhe prometera por ocasião do seu casamento.
Em 16 de setembro é referido como membro do Conselho régio, mas ainda com o nome de Nuno Furtado; datando de 5 de abril de 1475 o primeiro documento em que aparece com o nome de Nuno Furtado de Mendonça.
Terá ainda estado envolvido na parte inicial da campanha militar portuguesa em Castela, que levou à batalha de Toro.
Faleceu ainda jovem, com menos de 40 anos de idade; e tudo indica que sua mulher terá falecido pouco depois dele, cerca de 1477, pelo que os seis filhos e filhas do casal ficaram órfãos de pai e mãe quando o mais velho tinha apenas cerca de 13 anos. É assim provável que tenham ficado a residir no paço, ao cuidado do rei, sendo aí que o futuro rei D. João II terá conhecido Ana de Mendonça, com a qual viria a ter um filho, nascido em 11 de novembro de 1481.  

## Casamento e descendência
Do seu casamento, cerca do ano de 1462 com Leonor da Silva (c. 1432 - d. 1477), Donzela da Rainha - já viúva de Martim Correia (c. 1400 - c. 1458), Cavaleiro do Infante D. Henrique, do qual teve Henrique Correia da Silva - filha de Fernão Martins do Carvalhal e de sua mulher Oriana Pereira, teve os seguintes seis filhos e filhas:
- 1)  Jorge Furtado de Mendonça (c. 1463 - ?), que casou 3 vezes, com geração de todos os casamentos
- 2)  Ana de Mendonça (c. 1464 - 1545), nascida em Alhos Vedros, hoje na Moita, Comendadeira de Santos na Ordem de Santiago de 1508 até à data da sua morte em 1545, amante de D. João II de Portugal e mãe de D. Jorge de Lencastre
- 3)  António Furtado de Mendonça (c. 1466 - ?), senhor de Marateca (Palmela),[4] casou c. 1490 com D. Isabel de Noronha (c. 1470 - ?), filha de D. Fernando de Almada, 2.º conde de Avranches, e de sua mulher Constança de Noronha, da qual teve geração, na qual se destacaram dois filhos: 
  - Luís de Mendonça, casado com D. Isabel de Castro ou de Meneses, filha de D. Diogo de Meneses, com geração, designadamente: 
    - António de Mendonça, senhor de Marateca, casado com Ana Teles de Meneses e Castro, com geração, designadamente: 
      - Isabel de Mendonça, casada com seu primo irmão D. António Mascarenhas, com geração, designadamente: 
        - Mariana Teresa de Mendonça e Castro, casada em 1645 com Henrique de Sousa Tavares, 1.º Marquês de Arronches e 3.º Conde de Miranda do Corvo, com geração

  - João de Mendonça Furtado (? - Batalha de Alcácer-Quibir, 4 de Agosto de 1578), governador da Índia, pai do 1.º conde de Vale de Reis
- 4)  Maria de Mendonça, morreu em Tomar, em acidente
- 5)  Joana de Mendonça, freira em Santos
- 6)  Isabel de Mendonça (c. 1472 - ?), que casou com Pero Vaz de Castelo-Branco, depois referido como D. Pedro de Castelo-Branco, almotacé-mor do reino e irmão do 1.º conde de Vila Nova de Portimão, com geração.